# فرودگاه فیتچ اچ. بیتچ
فرودگاه فیتچ اچ. بیتچ (به انگلیسی: Fitch H. Beach Airport) یک فرودگاه همگانی بهره‌برداری هوایی است که یک باند فرود بتن دارد و طول باند آن ۱۰۶۷ متر است. این فرودگاه در کشور ایالات متحده آمریکا قرار دارد و در ارتفاع ۲۷۲ متری از سطح دریا واقع شده است.